# Charmian Carr
Charmian Carr (Chicago, 27 december 1942 – Los Angeles, 17 september 2016) was een Amerikaans actrice. Ze was vooral bekend van haar rol als Liesl von Trapp in de musicalfilm The Sound of Music.
Charmian Carr werd geboren in Chicago als Charmian Farnon. Haar vader was muzikant, haar moeder en broer waren vaudeville-acteurs. Op jonge leeftijd verhuisde haar gezin naar Californië. Aanvankelijk werkte ze als tandartsassistente voordat ze gevraagd werd voor de rol van Liesl in The Sound of Music. Enkele jaren later trouwde ze met Jay Brent en werd ze moeder van twee kinderen. Na nog enkele jaren als actrice te hebben gewerkt, werd ze binnenhuisarchitect. Een van haar klanten was Michael Jackson, die haar vroeg omdat hij een fan was van The Sound of Music. In 1991 scheidde ze van haar man.
Rond de eeuwwisseling schreef Carr twee boeken genaamd Forever Liesl en Letters to Liesl over haar ervaringen met The Sound of Music.
Carr overleed op 17 september 2016, aan complicaties in verband met dementie. Ze was 73 jaar oud.
- Bibliothèque nationale de France: cb14162005b (data)
- Gemeinsame Normdatei: 136760929
- International Standard Name Identifier: 0000 0000 8084 7519
- Library of Congress Control Number: n99047256
- MusicBrainz: 23eeaaeb-6655-4bf7-89e0-5ff9e00669f8
- Virtual International Authority File: 5141194
- WorldCat: E39PBJkxF4j7yChrCQGt3G89jC